# Luigi Moro
Luigi „Lou“ Paolo Moro (* 26. April 1918 in Savona; † 30. September 2009 in Burnaby) war ein italo-kanadischer Fußball-, Eishockey- und Lacrossetrainer.

## Werdegang
Moro immigrierte als Elfjähriger mit seiner Familie in die kanadische Provinz British Columbia. Nachdem er kurzzeitig selbst als Lacrossespieler aktiv gewesen war, begann er Ende der 1930er Jahre eine Karriere als Lacrosse- und Eishockeytrainer. Zunächst betreute er während seiner Militärdienstes bei der kanadischen Navy im Zweiten Weltkrieg die jeweiligen Mannschaften der Navy.
Hauptberuflich als Fleischer tätig erarbeitete sich Moro nach dem Krieg einen Ruf als angesehener Trainer in den beiden Sportarten sowie im Fußball. Er begleitete als Athletiktrainer die kanadische Fußballnationalmannschaft in den 1960er Jahren bei mehreren Auslandsreisen, unter anderem nach England, Schottland und in die Sowjetunion 1960. Später betreute er die Mannschaft in den Qualifikationsrunden zu den Weltmeisterschaften 1974 und 1978. Anschließend trainierte er die Vancouver Whitecaps in der North American Soccer League und nach deren Auflösung 1984 übernahm er zwei Jahre später das Traineramt beim neu gegründeten Nachfolgeverein Vancouver 86ers in der Canadian Soccer League. Darüber hinaus arbeitete er – oftmals ehrenamtlich – im Laufe der Jahre insbesondere in der Nachwuchsarbeit bei diversen Lacrosse- und Fußballjugendmannschaften.
Moro wurde für seine Arbeit vielfach geehrt. 1975 nahm ihn die Lacrosse Hall of Fame, 1984 die Italian Cultural Hall of Fame und 1995 die British Columbia Sports Hall of Fame auf und 1973 erhielt er den Aubrey Sanford, B.C. Soccer Achievement Award. Seit 2000 ist er zudem Teil der kanadischen Soccer Hall of Fame.